# Procuratore generale di Scozia
Il procuratore generale di Scozia (Solicitor General per la Scozia di Sua Maestà  o Àrd-neach-lagha a' Chrùin an Alba) è uno degli ufficiali giudiziari della Corona, oltre che uno dei delegati del Lord Advocate, il cui compito è quello consigliare la corona e il governo scozzese in materia legale (limitatamente alla Scozia). Sotto la sua responsabilità ricade il Crown Office and Procurator Fiscal Service, che costituisce il corrispondente del pubblico ministero in materia penale in Scozia.
Fino al 1999, quando vennero istituiti il Parlamento ed il governo scozzesi, il Lord Advocate e il Solicitor General di Scozia svolgevano una funzione consultiva nei confronti del governo del Regno Unito. Con il loro incorporamento nel governo scozzese, il governo del Regno Unito si è avvalso del supporto dell'avvocato generale per la Scozia nell'ambito della legislazione scozzese.